# Cumeeira (Penela)
Cumieira ist eine Gemeinde (Freguesia) im portugiesischen Kreis Penela. In ihr leben 857 Einwohner (Stand 19. April 2021).